# Флавий Баралах
Флавий Баралах (лат. Flavius Baralach) — восточноримский государственный деятель первой половины V века.
О происхождении Баралаха нет никаких сведений. Его имя достаточно необычное. По всей видимости, оно он является семитским. Между 427 и 429 годом Баралах занимал должность презида провинции Кария. К этому периоду относится письмо, адресованное ему комитом священных щедрот Евдоксием от 9 апреля (год точно неизвестен) и касающееся вопросов налогообложения. Больше о Баралахе ничего не известно.